# Christian Duverger
Christian Duverger (ur. 7 stycznia 1922, zm. 4 września 2002) – francuski entomolog, specjalizujący się w koleopterologii.
Jego zainteresowania badawcze skupiały się na biedronkowatych. Był autorem 22 publikacji naukowych i jednego tomu monografii. Opisał nowe dla nauki gatunki i rodzaje. Stworzył m.in. katalog biedronkowatych Francji kontynentalnej i Korsyki. W 2003 roku, pośmiertnie, ukazała jego praca poświęcona filogenezie biedronkowatych ze zrewidowaną ich klasyfikacją.
Na jego cześć nazwano gatunek Hyperaspis duvergeri.